# Sosnovoborsk
Sosnovoborsk (en rus Сосновоборск) és una ciutat del krai de Krasnoiarsk, a Rússia. Es troba a la vora dreta del Ienissei, a 30 km al nord-est de Krasnoiarsk. Fou fundada el 1971 per acollir el personal d'una important fàbrica de remolcs per a camió. Rebé l'estatus de ciutat el 1985.

## Demografia
| 1979   | 1989   | 2002   | 2010   | 2012   | 2015   |
| ------ | ------ | ------ | ------ | ------ | ------ |
| 12 650 | 29 686 | 30 586 | 33 091 | 33 805 | 37 093 |